# 木村学司
木村 学司（きむら がくし、1909年 - 1982年）は日本の浪曲作家、劇作家である。浅香光代、不二洋子などの台本を手がけ、女剣劇の普及に努めた人物。戦後、NHKの専属作家にもなる。
晩年には「宗教レコード制作本部」を立ち上げ、道元、親鸞、法然など、日本の名僧を題材とした浪曲を制作。それらを一冊にまとめ上げた作品集「日本名僧浪曲列伝」を執筆後に他界。

## 略歴

### 大衆演劇時代（昭和5年-昭和15年）
浅草に移り父が医院を開業。医者の大学を勧められ受験するが二年浪人する。中学の頃から芝居に興味を持ち劇場に頻繁に足を運んでいた学司は、浪人中に「プペダンサント」を結成した榎本健一が脚本を募集していたことを知り一晩で「ミス浅草」というコメディーを書き上げ投稿。榎本に認められ次回上演することとなる。
これをきっかけにあちこちの脚本を書き始める。画家の長谷川利行と親しかったのもこの頃で、彼が描いた学司の肖像画は現在でも残っている。
作家の世界で生きていくためには根本から勉強しなければならないと考え父を説得し、1932年（昭和7年）に新設された明治大学文芸科に入学、第一期生となる。本格的に劇作家としての勉強が始まったのはこの時期からである。
1938年（昭和13年）、木内興行部の文芸部員となる。サンデー毎日の募集に応募し、小説「公園裏の記」で佳作入選。後に大きく関わりをもつこととなる村上元三、花村奨と出会ったのもこの頃であった。篭寅興行部と契約を結び、浅草は松竹座、神戸松竹劇場、湊座、大阪弁天座、名古屋の新歌舞伎座など広範囲で脚本を手がける。
女剣劇の普及に力を注いでいた学司は、1939年（昭和14年）、紀元2600年を記念する仕事として「女剣劇脚本集　喧嘩紅梅（外二篇）」を出版。女剣劇正論の中で、「偉大にして光輝ある女剣劇の樹立こそ、銃後女性への貢献であり、現今演劇界の最も欲求するところのものであります。その使命を完遂する時に、その将来は、か丶つて燦然と光輝くでありませう。」と述べている。
以降、大江美智子、不二洋子、浅香光代らを中心に長期にわたり台本を手がけていく。
1940年（昭和15年）、妻：たまと結婚。

### 1941年（昭和16年）−1960年（昭和35年）
戦後、江戸書院に入社。『オール小説』の編集責任者を務める。村上元三の言葉添えにより、長谷川伸の門下生となり新鷹会の一員となる。この頃、長谷川伸宅で行われた新年会で意気投合した作家：穂積驚、画家：今村恒美と義兄弟の契りを交わす。朝日放送の発足に加わり、東京支社での番組制作にあたっていたが、所属の課長大谷が大阪支社に移動することとなり、「面白くなくなった」と一年ほど務めて退社する。その後間もなく、NHKの専属作家として迎え入れられる。
1948年（昭和23年）より放送された『NHKラジオ小劇場』、1953年（昭和28年）より放送された『素人ラジオ探偵局』、松竹映画：斎藤寅次郎監督『勢揃い　大江戸六人衆』、1959-1960年にはKRテレビ(現TBS)系の桑田次郎（現：桑田二郎）の漫画作品を原作としたテレビドラマ『まぼろし探偵』など、舞台だけではなくラジオ、映画、テレビ界でも活動する。

### 1961年（昭和36年）-1965年（昭和40年）
1962年(昭和38年）、小説『江戸の蝙蝠』を出版。この年、恩師であった長谷川伸が他界する。劇作研究の集り「二十六日会」に参加していた学司は、会あるごとに長谷川の言葉を熱心に手帳に書きとめていた。その一部を新鷹会「大衆文芸」に「長谷川伸語録」として1年間連載することとなる。
翌1964年（昭和39年）、「何も目的がないのが目的。21世紀まで元気で明るく生きよう。」を合い言葉に「二十一世紀会」を結成し会長を務める。会員数150人以上、結成後約20年間続いたこの会には、作家を始め俳優、落語家、歌手、画家、メディア関係者など、分野を問わず多くの著名人が参加した。

### 1966年（昭和41年）-1982年（昭和57年）
この頃から次第に関心が浪曲へと移っていく。
「掛合い浪曲」の制作を任される。現場には浪花家辰造、天中軒雲月、五月一朗、二葉百合子らが結集した。NHKを退きフリーとなるが、一時は資金を得るために借金をしなければならないほど苦しい生活を送っていた。1970年、レコード会社クレンズヒルの委嘱により、レコード「日蓮大聖人浪曲御伝記」を制作する。その後も、自らレコード会社「宗教レコード制作本部」を立ち上げ、日本の名僧を題材にした浪曲レコードを数多く制作する。浪曲化することが難しいとされた宗祖の伝記に果敢に挑戦し、膨大な時間を費やした学司の苦労を村上元三はこう称賛している。「木村君の苦労がさこそ、と身にしみてよくわかる。しかし、こういうむづかしい仕事をして、ひろく一般大衆に、仏教のありかたを物語ろうという木村君の努力は、高く認められていい。」
1978年（昭和53年）、妻：たまが他界する。酒が原因で以前から患っていた肝硬変が悪化し肝癌となり入院する。1982年（昭和57年）、「今年は私の生まれ年、庚戌なので何か一つ世間にお役に立つことを」と、晩年の作品の集大成ともいえる「日本名僧浪曲列伝」を刊行することを決意する。校正も完了し製本されるのを楽しみにしていたが、無念にも完成目前にしてこの世を去る。(後に長男によって限定出版される）往年71歳。

## 主な作品

### 舞台・映画（作／演出）
- 戀愛實費診療所
- 公園裏の記
- 春炎鼠小紋
- 微笑の町
- 女菩薩人形
- 鴉勘三郎
- 暁の冨士
- 月の長脇差
- 黒田騒動
- 故郷
- 夕霧峠の決斗
- 伊達風雲録
- 股旅慕情
- 勢揃い大江戸六人衆（松竹）

### ラジオ劇場、浪曲ドラマ、テレビドラマ（作／演出）
- 母の系図
- 底流
- 小天狗の安
- 下水道
- 狐の嫁入り
- 白面公子筑波太郎
- 肩車
- 借着
- まぼろし小僧
- 美しき下界
- 恋の坂崎
- 富士は日本晴れ
- 秋色桜
- 夕鴉
- 芋代官
- 大江戸三国志

### 浪曲レコード
- 日蓮大聖人浪曲御伝記（全十二話）
  - 清澄山の黎明：東家浦太郎、松葉ヶ谷の草庵：木村若衛、立正安国論：天中軒雲月、由比ケ浜の別離：春日井梅鶯
  - 伊豆の潮路：相模太郎、秋風小松原：京極佳津照、龍口法難：浪花家辰造、佐渡の風雪：鹿島秀月、越路の雁：広沢虎造、身延桜：酒井雲、七面天女：国友忠、月の池上：五月一朗
- 親鸞聖人浪曲御伝記（全十二話）
- 蓮如上人浪曲御伝記（全四話）
- 恵信尼公浪曲御伝記（全二話）
- 弘法大師浪曲御伝記（全十二話）
- 道元禅師・瑩山禅師浪曲御伝記（全十話）
- 法然上人浪曲御伝記（全四話）
- 浪曲成田山利生記（全四話）
- 釈尊浪曲御伝記（全四話）
- 風雪の峠-野坂参三の断片